# SPARQL
SPARQL（讀做「sparkle」）是一種用於資源描述框架上的查詢語言，它的名字是一個遞迴縮寫，代表「SPARQL Protocol and RDF Query Language（SPARQL協定與RDF查詢語言）」。它的標準化為全球資訊網協會的RDF資料存取工作小組（DAWG）所進行，被認為是語意網科技的一個關鍵。2008年1月15日，SPARQL正式成為一項W3C推薦標準。 
一個SPARQL查詢由一些三體組合、與邏輯、或邏輯，及選項組合所組成 。
SPARQL現已有在多個程式語言上的实现了。在一個2006年5月的訪問裡，提姆·柏納李說到：「SPARQL將會帶來很大的變化」。

## 優點
SPARQL可以讓使用者寫出廣域上不含糊的詢問。舉例來說，以下的詢問可以取得世界上所有人的姓名與Email：
```
PREFIX
 
foaf
:
 
<http://xmlns.com/foaf/0.1/>

SELECT
 
?name
 
?email

WHERE
 
{

  
?person
 
a
 
foaf
:
Person
.

  
?person
 
foaf
:
name
 
?name
.

  
?person
 
foaf
:
mbox
 
?email
.

}

```

假設用來描述人的本體最終統一為FOAF。注意到所有在SPARQL裡的標示都是URI都是廣域上不含糊的，與SQL常用的欄位名「email」或是「e-mail」有所不同。這是此詢問不含糊的根本原因。 
這個詢問可以被散布到多個SPARQL節點上，被計算之後結果再聚合起來，這個過程被稱作聯合式搜尋。

## 例子
另一個SPARQL詢問的例子如下，這模擬了以下的問題「非洲裡有哪些國家首都？」：
```
PREFIX
 
abc
:
 
<http://example.com/exampleOntology#>

SELECT
 
?capital
 
?country

WHERE
 
{

  
?x
 
abc
:
cityname
 
?capital
 
;

     
abc
:
isCapitalOf
 
?y
 
.

  
?y
 
abc
:
countryname
 
?country
 
;

     
abc
:
isInContinent
 
abc
:
Africa
 
.

}

```

變數的字首是?或$。回傳會包含?captial跟?country的所有可能答案。 

SPARQL詢問處理器會找到所有滿足這4個三體組合的配對，將對應的變數代表的值找出來。很重要的一點是這是「屬性導向」的（類的配對只能從屬性裡找出來。 
為了讓詢問變得更精簡，SPARQL可以讓使用者定義前輟與URI底，與Turtle類似。在這個詢問中，「abc」這個前輟代表「http://example.com/exampleOntology#」。

## 外部連結
- （英文）SPARQL 1.1 概述（页面存档备份，存于）
- （英文）SPARQL 1.0 詢問語言規範書（页面存档备份，存于）

公开的 SPARQL Web服务
- 维基数据（页面存档备份，存于）
- DBpedia（页面存档备份，存于）